# Diakovce
Diakovce (bis 1927 slowakisch „Deakovce“; ungarisch Deáki) ist eine Gemeinde im Okres Šaľa innerhalb des Nitriansky kraj in der Slowakei mit etwa 2300 Einwohnern.

## Geographie
Die Gemeinde liegt im slowakischen Donautiefland, vier Kilometer südwestlich der Stadt Šaľa, an der Bahnstrecke Šaľa–Neded.

## Geschichte

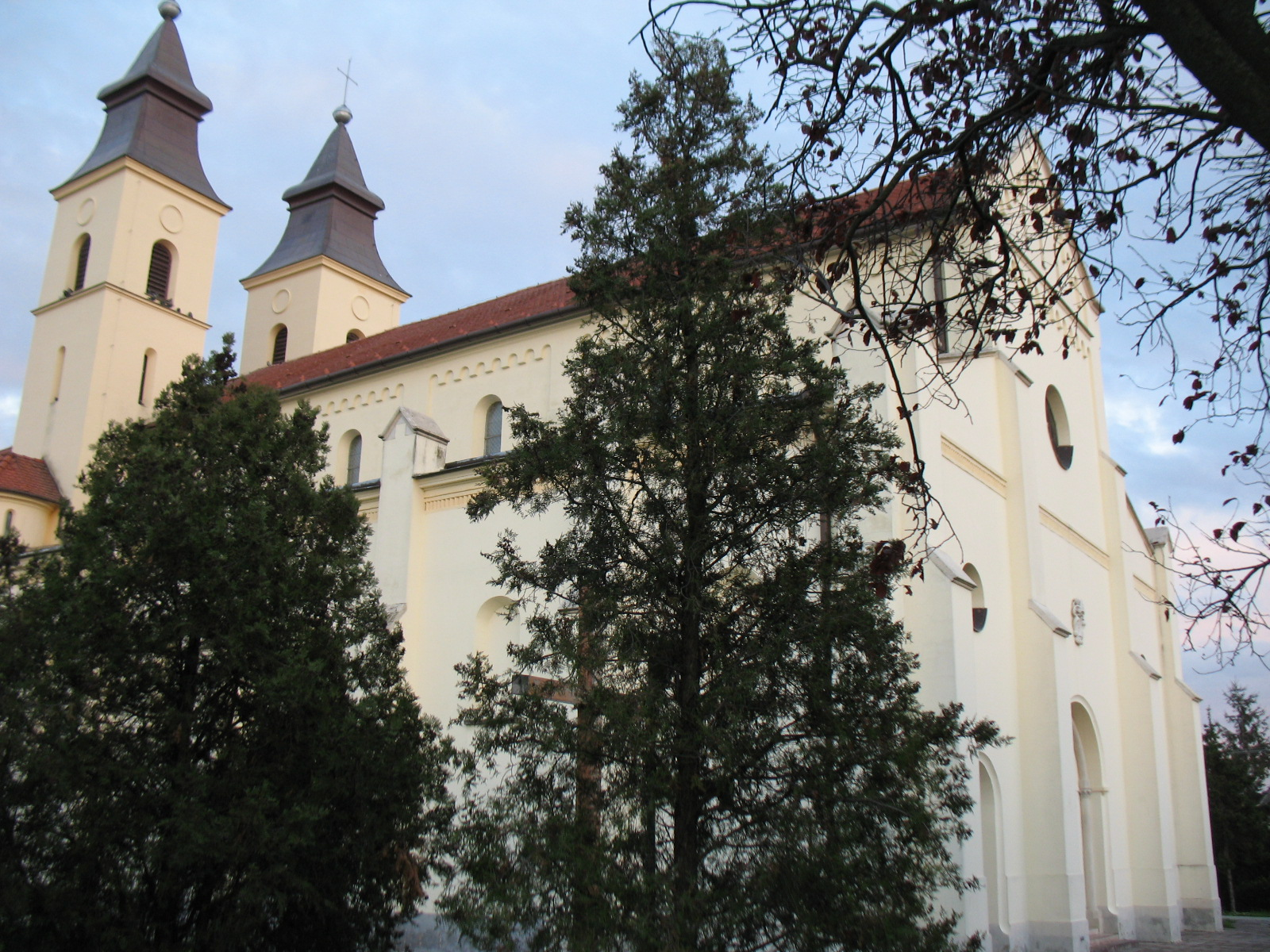
Kirche in Diakovce

Der Ort wurde zum ersten Mal 1002 in einer Urkunde als Wag schriftlich erwähnt. Es handelte sich um eine königliche Widmung des Gebiets der Abtei Pannonhalma. Diese war das ganze Mittelalter sowie in der Neuzeit bis 1848 der Herrscher und bis 1945 der größte Eigentümer im heutigen Gemeindegebiet. 1090 lässt sich im Ort ein Kloster der Benediktiner belegen. Die älteste Sehenswürdigkeit ist die Kirche, deren Anfänge im 11. Jahrhundert liegen. 1228 wurde zur ursprünglichen Kapelle die romanische Kirche der Jungfrau Maria gebaut, 1872–75 riesig umgebaut.
Bis 1919 lag der Ort im Komitat Pressburg innerhalb des Königreichs Ungarn und kam danach zur neu entstandenen Tschechoslowakei. 1938–1945 gehörte es auf Grund des Ersten Wiener Schiedsspruchs noch einmal zu Ungarn.
Während in der Vergangenheit beschäftigten sich die Einwohner mit Landwirtschaft, heute ist die Mehrheit im Industrie- und Dienstsektor tätig. Beim Ort befindet sich ein Thermalbad.

## Bevölkerung
| Jahr:                | 1994. | 2004.   | 2014.   | 2024.   |
| -------------------- | ----- | ------- | ------- | ------- |
| Anzahl der Personen: | 2113  | 2223    | 2259    | 2377    |
| Unterschied:         |       | +5,20 % | +1,61 % | +5,22 % |

| Jahr:                | 2023. | 2024.   |
| -------------------- | ----- | ------- |
| Anzahl der Personen: | 2380  | 2377    |
| Unterschied:         |       | -0,12 % |

## Persönlichkeiten
- Jusztinián György Serédi (1884–1945), Erzbischof von Esztergom